# Parafia św. Józefa w Ujsołach
Parafia pod wezwaniem Świętego Józefa w Ujsołach – parafia rzymskokatolicka znajdująca się w Ujsołach. Należy do dekanatu Milówka diecezji bielsko-żywieckiej. Erygowana w 1913.

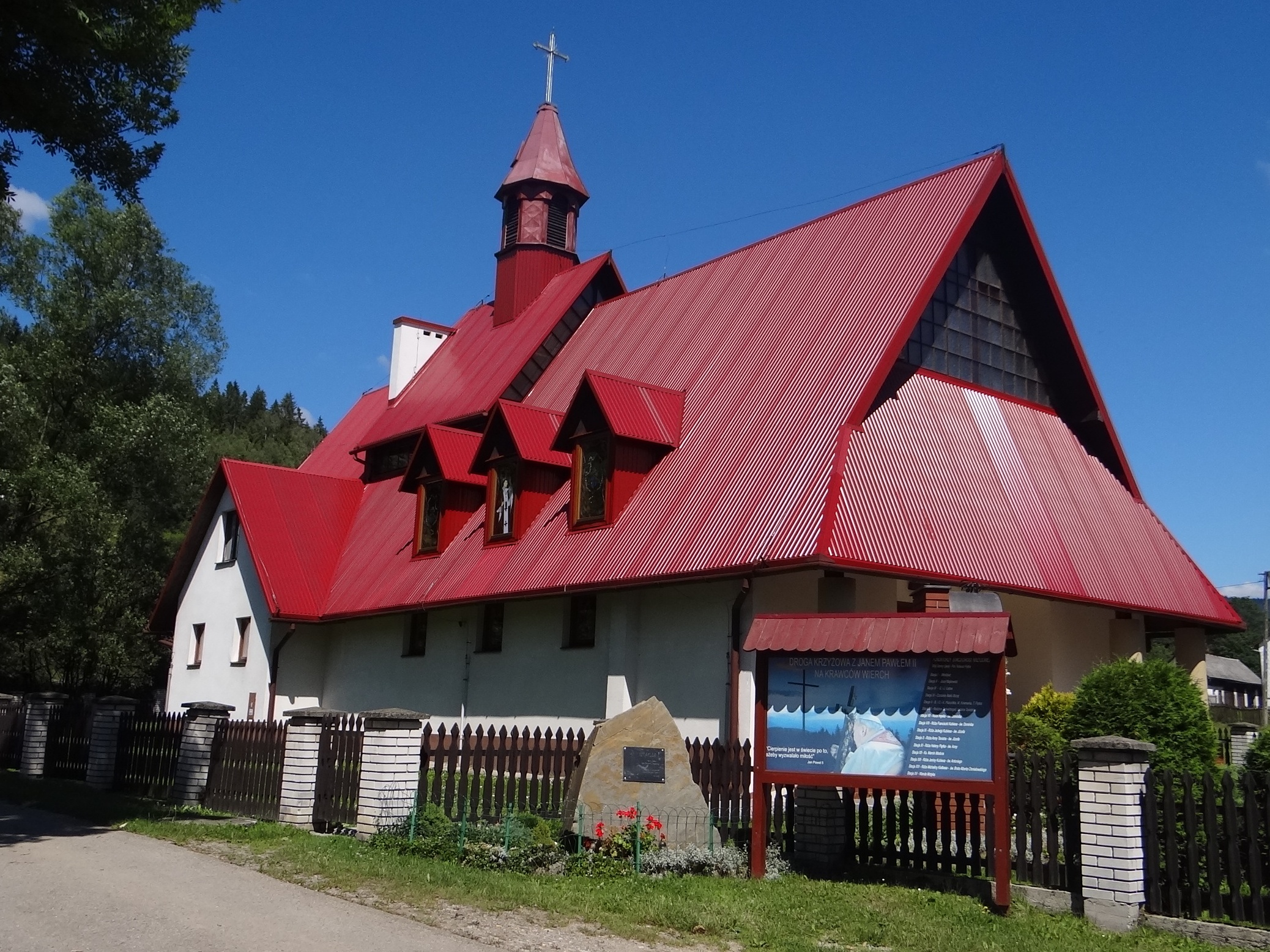
Kaplica w Glince
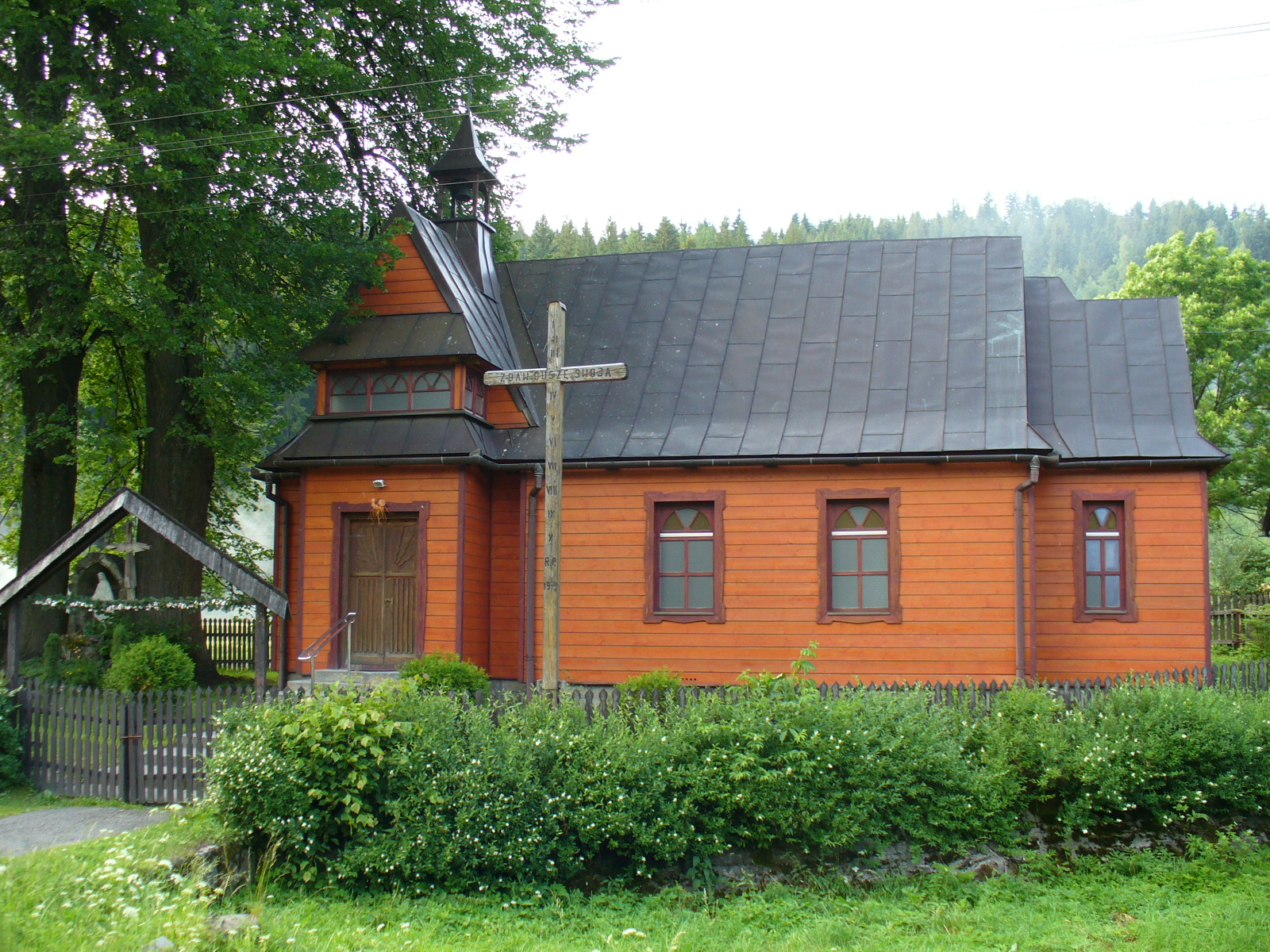
Kaplica w Złatnej